# 没辱孤
没辱孤，唐朝赐姓李，又作李没辱孤，9世纪初奚族部落联盟将领。
唐宪宗元和三年（808年），唐朝奚族部酋没辱孤为平州游弈兵马使，赐姓李氏，索低为左威卫将军。二年前，奚王梅落还亲自入朝，不久之后，奚族暗中勾结回鹘、室韦兵进犯西城、振武。唐宪宗时，奚族四次朝献。唐文宗时，李载义擒获茹羯。